# Filmportal.de
Filmportal.de est une base de données en ligne sur le cinéma allemand et les films en allemand.
La base de données comprend plus de 140 000 films et plus de 220 000 personnalités du cinéma.

## Source
- (de) Cet article est partiellement ou en totalité issu de l’article de Wikipédia en allemand intitulé « filmportal.de » (voir la liste des auteurs).